# Felice Osio
Felice Osio, né en 1587 à Milan et mort le 29 juillet 1631 à Padoue, est un homme d'Église, érudit, et écrivain italien.

## Biographie
Felice Osio naquit en 1587 à Milan, d’une famille que Giacomo Filippo Tomasini fait descendre d’Osius, grand prêtre du temple de Delphes. Après avoir achevé ses études avec beaucoup de succès, il fit ses cours de philosophie et de théologie au Collège Borromée, et y reçut le laurier doctoral à l’âge de 22 ans. Il embrassa ensuite l’état ecclésiastique, et, ayant choisi la carrière de l’enseignement, professa les humanités au collège Helvétique à Milan, puis à Bergame. Il fut pourvu, en 1621, de la chaire rhétorique à l’Université de Padoue, qu’il remplit avec distinction. Il y prononça, dans des circonstances d’éclat, des discours qui furent très-applaudis. Il n’avait pas moins de facilité à écrire en vers ; et les recueils de philologie, si multipliés en Italie, offrent tous quelques-unes de ses compositions. Cependant les lettres n’étaient, pour Osio, qu’un délassement. Il avait conçu le projet, exécuté depuis par Muratori, de publier les documents de l’histoire de l’Italie au Moyen Âge. Tandis qu’il s’en occupait avec ardeur, il fut chargé par le Sénat de Venise de former la bibliothèque qu’une décision venait d’ajouter à l’université. Malheureusement la ville de Padoue était affligée alors d’une maladie pestilentielle. Osio entraîné par sa passion pour les livres, ne voulut pas s’éloigner de cette ville ; et il mourut victime de son zèle, le 29 juillet 1631, à l’âge de quarante-cinq ans. Ses restes furent déposés, sans pompe, dans le voisinage de l’église des Jésuites, dont la construction n’était pas encore terminée.

## Œuvres
Osio a laissé, en manuscrit, des Poésies, des Harangues, des Panégyriques, etc. Il avait publié lui-même la liste de ses Discours, que Tomasini a insérée dans les Elogia viror. litter. illustrium, et Argelati, dans la Bibl. scriptor. Mediolan. Il ne put terminer son travail sur les ouvrages d’Albertino Mussato ; et ce fut, dit Tiraboschi, un bonheur pour les amateurs du genre historique, car il avait une telle facilité à écrire, et il aimait tant les digressions, qu’il aurait rempli de ses notes un grand nombre de volumes in-fol. (Stor. letteratur., VIII, 384). Les Notes d’Osio sur l’Histoire de Mussato ont été recueillies. On a également publié ses Remarques sur l’Histoire ou Chronique de Lodi, par Ottone et Acerbo Morena, Venise, 1639, in-4°, dans le tome Ier des Scriptor. Brunsvic. ; dans le tome II du Thesaur. antiquitat. Italiæ, et dans le tome VI des Rerum italicarum scriptores ; et enfin ses Remarques sur les Historiens de la marche Trévisane, qui forment le tome VIII de la Collection de Muratori. Outre les ouvrages cités, on peut consulter sur Osio, l’Historia gymnasii Patavini, I, 358. Son portrait gravé se trouve dans les Elogia de Tomasini.